# Il negro bianco
Il negro bianco è il terzo album del cantante italiano Fausto Leali, pubblicato nel novembre 1968 dalla Ri-Fi.

## Il disco
L'album si apre con la canzone Angeli negri, cover di Angelitos negros, brano di Pedro Infante del 1948 tratto dal film omonimo, ripreso poi da Don Marino Barreto jr nel 1959. Proprio questo brano, assieme alle particolari caratteristiche vocali dell'artista, farà sì che egli venga soprannominato "Negro bianco".
Lo stesso lato A del disco contiene un'altra cover di grande fama: Senza luce, con testo scritto da Mogol sulla musica dei Procol Harum; il brano era già uscito l'anno prima come singolo e inciso in parallelo dai Dik Dik (la cui versione, però, è molto più nota).
Di rilievo anche il brano Deborah (nome della primogenita di Fausto Leali e Milena Cantù), con il quale l'artista si presenta per la prima volta al Festival di Sanremo 1968 in doppia esecuzione con Wilson Pickett. Il brano sarà poi eseguito a sua volta in cover dal gruppo musicale spagnolo Los Catinos.

## Tracce
1. Angeli negri (Angelitos negros) (Maciste - Testoni - Larici - Infante)
2. Ti ho visto piangere (Poletto - Casadei)
3. Sono un uomo che non sa (Parazzini - Woods - Campbell - Connelly)
4. Non importa se (Beretta - Intra)
5. Senza luce (A Whiter Shade of Pale) (testo: Mogol – musica: Reid - Brooker)
6. È colpa sua (Leali - Mennillo)
7. Potrai fidarti di me (Pallesi - Carpenter - Dunlap - Hines)
8. Deborah (Pallavicini - Conte)
9. Tu che piangi (Misselvia - Kohlman)
10. Credi credi (Leali - Intra)
11. Senza di te (Paolo Ferrara)
12. Oscurità (Francesio - Mennillo)